# Pravčice
Pravčice är en ort i Tjeckien.   Den ligger i regionen Zlín, i den östra delen av landet, 240 km öster om huvudstaden Prag. Pravčice ligger 199 meter över havet och antalet invånare är 726.
Terrängen runt Pravčice är platt.Runt Pravčice är det tätbefolkat, med 411 invånare per kvadratkilometer. Närmaste större samhälle är Zlín, 16,7 km sydost om Pravčice. Trakten runt Pravčice består till största delen av jordbruksmark.